# Gottfried Winckler

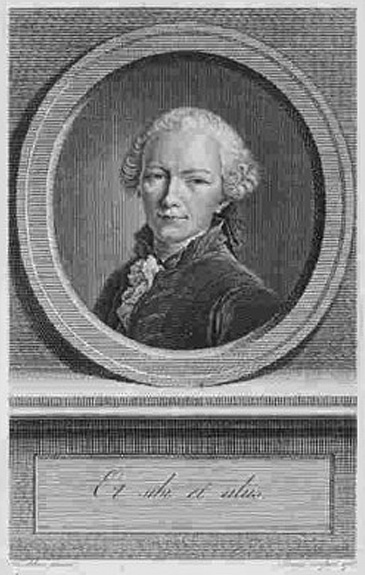
Gottfried Winckler

Gottfried Winckler (* 16. Februar 1731 in Leipzig; † 23. November 1795 ebenda) war ein Leipziger Kaufmann und Kunstsammler.

## Leben
Gottfried Winckler war ein Spross der Wincklerschen Familie, die zum Beginn des 17. Jahrhunderts durch Georg Winckler in Leipzig ihren Anfang nahm und 1650 geadelt worden war. Die Kaufleute der Familie führten aber den Adelstitel nicht. Wincklers Vater, Gottfried Winckler der Ältere (1700–1771), betrieb in Leipzig ein Bankgeschäft, in das der Sohn später eintrat. Dieser war aber zeitlebens den schönen Künsten und Wissenschaften zugetan.
Zunächst jedoch absolvierte er die Fürstenschule in Schulpforte. Danach unternahm er mit zwei Freunden eine Kavalierstour. Sie führte über Hamburg nach England, Holland und in die Schweiz. Sie besuchten zahlreiche Gemäldesammlungen und Kupferstichkabinette und knüpften Verbindungen zu Künstlern und Kunstsammlern. Das Sammeln von Kunstwerken sollte Wincklers große Leidenschaft werden.
In Leipzig heiratete er 1758 Johanna Henriette Schmidt (1738–1829). Aus der Ehe gingen fünf Söhne hervor, von denen der älteste und der jüngste früh starben. Die mittleren führten den Namen und das Geschäft fort. Das Unternehmen Wincklers umfasste neben dem Bank- und Wechselgeschäft einen Gewürzhandel und befand sich im Haus Katharinenstraße 22, das seit 1654 der Familie Winckler gehörte und gleichzeitig als Wohnhaus diente. Es wurde im Zweiten Weltkrieg zerstört.
1758 wurde Gottfried Winckler in den Leipziger Rat gewählt. Hier wurde er zum Stadthauptmann ernannt. 1792 wurde er städtischer Baumeister und hatte damit die Bautätigkeit der Stadt zu organisieren und die dafür vorgesehenen Gelder zu verwalten.
1781 gehörte er zu den Mitbegründern der Gewandhauskonzerte und war bis 1784 Mitglied deren ehrenamtlich arbeitender Direktion. 1776 war er unter den Stiftern der Gesellschaft „Harmonie“ in Leipzig. Er war auch Ehrenmitglied der Dresdner Kunstakademie.

## Die Sammlung
Gottfried Winckler begann mit der Sammlung von Kupferstichen. Bald kamen Gemälde hinzu, und die Sammlung wuchs schnell. Ab 1765 waren die Sammlungsräume öffentlich zugänglich, jeden Mittwochnachmittag für zwei Stunden. Es waren etwa 450 Gemälde im Haus in der Katharinenstraße und im Wincklerschen Gartenhaus in der Nähe des Schwanenteiches aufgehängt. Sie war die bedeutendste Leipziger Kunstsammlung des 18. Jahrhunderts und gehörte bald zu den Attraktionen der Stadt.

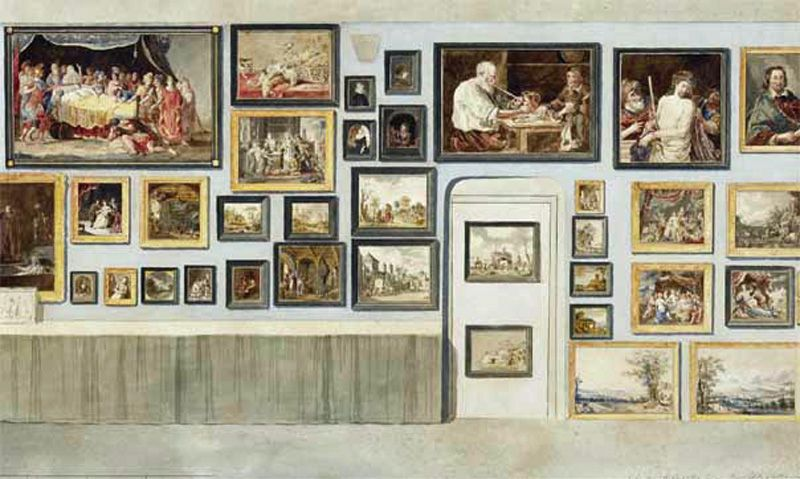
Ein Teil der Wincklerschen Sammlung – Aquarell von C.F. Wiegand

Johann Gottlob Schulz schwärmte in seiner Beschreibung der Stadt Leipzig 1784: „Wie mancher Fürst würde sich Glück wünschen, eine so herrliche und kostbare Sammlung von Gemälden zu besitzen. Sie ist eine der größten Zierden unserer Stadt, und ein Beweis von dem Reichthume und der ausgebreiteten Handlung derselben. Und wie viel Beyfall und Dank verdient nicht der Mann, der Leipzig diese Zierde verschafte“.
Auch der junge Goethe besuchte die Ausstellung und wurde von seinem Zeichenlehrer Adam Friedrich Oeser angehalten, zur Ausbildung einige Stiche zu kopieren.
1768 erschien ein gedruckter Katalog, der 628 Gemälde verzeichnete, darunter Werke von Albrecht Dürer, Hans Holbein, Tizian und Rembrandt. Über die Hängung der 218 Gemälde im Gartenhaus geben acht Aquarelle von Christian Friedrich Wiegand Auskunft, die die Bilderwände darstellen.
Als Gottfried Winckler starb, umfasste die Sammlung über 1.300 Gemälde, 2.469 Handzeichnungen, 80.000 Kupferstiche und eine Bibliothek von 6.842 Bänden. Seine Söhne erbten die Sammlung zu gleichen Teilen und begannen nach wenigen Jahren, ihre Anteile zu versteigern. So war die kostbare Sammlung bald verloren. Einige wertvolle Stücke sind heute über die Stiftung Maximilian Speck von Sternburg im Museum der bildenden Künste in Leipzig erhalten. Das Museum organisierte 2009 die Ausstellung „Spuren. Die Sammlung Gottfried Winckler“ und spürte damit dem Verbleib der Sammlung nach.